# 庹震
庹震（1959年9月9日—），男，河南省南阳市方城县人，中华人民共和国政治人物。1976年6月参加工作，1982年6月加入中国共产党。毕业于武汉大学经济系政治经济学专业，1984年获得“全国优秀新闻工作者”称号，1993年获得“中国十大杰出青年”称号，2002年获得范长江新闻奖。曾任中国大陆经济日报总编、新华通讯社副社长，2012年5月任中共广东省委常委、宣传部长。2015年7月任中共中央宣传部副部长，2018年4月任人民日报社总编辑，2020年10月任人民日报社社长。中国共产党第十九届中央委员会候补委员、第二十届中央委员会委员。

## 生平

### 早年生涯
1959年，庹震出生在河南省南阳市方城县。1976年，文化大革命接近尾声，庹震到南阳县溧河公社插队当知青，2年后返城。1978年，庹震考入武汉大学经济系，专攻政治经济学。

### 政治仕途
1982年8月，庹震大学毕业，分配到《经济日报》担任该社的一名普通编辑，1986年8月，庹震升职为工交部副主任，1988年5月，转任记者部副主任。1992年4月至9月，挂职任河北省涿州市副市长。挂职结束后，庹震代理记者部主任，1993年升职为主任，1996年3月，庹震进入报社编委会，6月升职为报社副总编辑，2005年6月升职为总编辑。在《经济日报》任职期间，他先后参与并组织了《南阳、襄阳对比报道》、《“条子肥”现象报道》、《谁来解开“公款吃喝链”》、《开封何时能“开封”》、《雪地追踪“油耗子”》等一系列舆论监督类的报道。
2011年7月，庹震调任新华社副社长。2012年5月，庹震调任至广东省，担任中共广东省委委员、常委、广东省省委宣传部部长。 2015年7月，调任中共中央宣传部副部长，担任中共十九大新闻发言人。2017年10月，中国共产党第十九次全国代表大会上当选中国共产党第十九届中央委员会候补委员。2018年4月，升任人民日报总编辑，跻身正部级。2020年10月，任人民日报社社长、总编辑。2024年9月27日，不再担任人民日报社社长职务。同年10月11日，被增补为第十四届全国政协委员，同时被任命为第十四届全国政协教科卫体委员会副主任。

## 人物事件

### 支持汪洋改革
1989年，六四事件后，中国自1978年以来推行的改革开放政策一度停滞，1991年，时任铜陵市市长的汪洋冒着政治风险主导了一场大讨论，并在《铜陵日报》上发表揭短亮丑的文章《醒来，铜陵！》，呼吁解放思想。《经济日报》当时驻安徽的记者及时把这一信息传达给总部，并把希望作重点报道的想法报告给时任记者部主任的庹震和副总编杨尚德，庹杨两人指示《经济日报》作出详细方案，连续报道，鉴于《醒来，铜陵！》这篇文章只局限于铜陵，而没有站在全国的角度来审视铜陵，庹震把这组报道的标题改为《醒来，不只是铜陵》，并对文章内容作出部分修改。随着报道的连续进行，影响持续扩大，江西、陕西、辽宁、吉林等10多个省的党政领导进行讨论，在不到一个月的时间里，《经济日报》编辑部收到各地来信来电300多件，对报道表示支持，同时中国国务院部分领导部门也肯定了相关报道。这一系列报道发表于邓小平南巡讲话之前，因而成为邓南巡之前的舆论热身。

### 南方周末事件
2012年5月14日，庹震被调任至广东省，担任广东省省委宣传部部长。法国国际广播电台报道称庹震在任期上对南方报业传媒集团进行强力监控，导致5月南都深度部主任喻尘被辞退。
香港《明报》报道称，据传庹震在2013年初以行政手段删改《南方周末》新年献词，此事广受质疑并引发讨论。原文《中国梦，宪政梦》长2000多字，强调实施宪政，而在其要求下被反复删改至一半的篇幅；而且在报纸付梓后又违反编辑流程，强行改动版面，加入自己撰写的一篇宣扬主旋律的抒情文，文中也有实施宪法的内容，如“宪法的生命在于实施，宪法的权威也在于实施”，因为宪法正是国家对万千生民的梦想所签署的契约。「特刊」後來加上的「按語」（据南方周末报社内部媒体人称此文由广东省委委员、常委、广东省委宣传部部长庹震亲自批阅）提到“2000年前的大禹治水”、“众志成‘诚’”等错误，被读者广泛质疑。香港《南华早报》称之为“2013年第一起重大政治丑闻”。
新加坡《联合早报》在1月6日引述中国官方知情人士的话称，南方周末新年献词事件事发之时，庹震并没在广东，称该事件与庹震无关。

## 著作
- 《蓝天下的眼睛: 一个记者的视线》（1989年，经济日报出版社，ISBN 7800361551）
- 《静静的地平线》（1991年，北京广播学院出版社）[5]
- 《初春的太阳》（1993年，中华工商联合出版社，ISBN 7801000226）
- 《报海觅踪》（1994年，中华工商联合出版社 ，ISBN 7801000161）
- 《盯住交界》（1995，中国发展出版社， ISBN 7800872033）
- 《新闻采写艺术》（1996年，中国工人出版社，ISBN 9787500818687）
- 《全天候记者怎么当》（1998年，中国发展出版社，ISBN 9787800872624）
- 《面对社会之窗》（1999年，中国发展出版社， ISBN 9787800873430）